# Exeter House

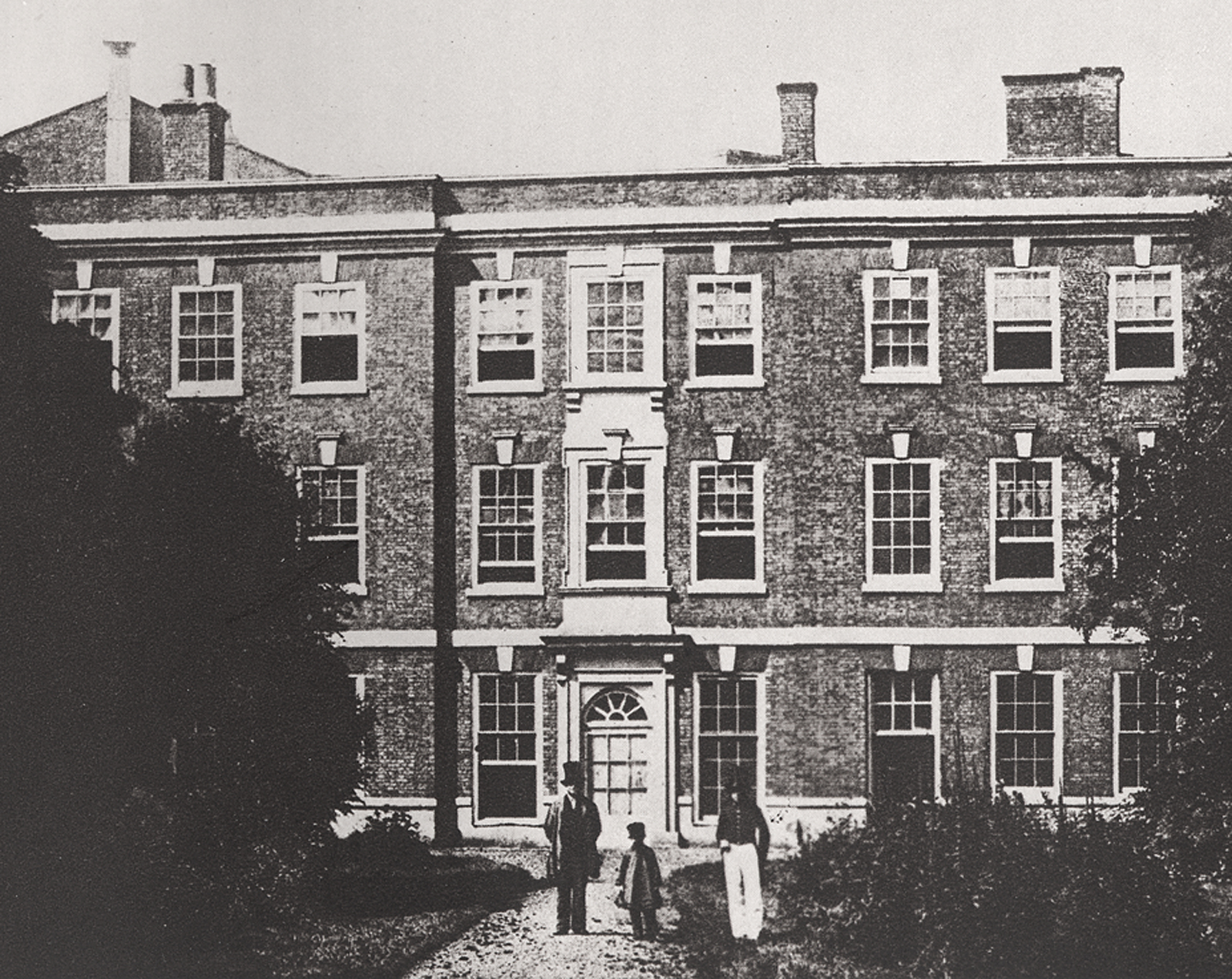
Exeter House v roce 1853

Exeter House bylo cihlové sídlo ze 17. století, které stálo na Full Street v anglickém městě Derby, než bylo roku 1854 zbouráno. Pojmenované bylo po hrabatech z Exeteru, kteří panství vlastnili do roku 1757. Slavným se stalo hlavně díky tomu, že zde při jakobitském povstání v roce 1745 pobýval Karel Eduard Stuart. Exeter House nahradila kancelářská budova, obratem přeměněná na soudní budovu Charlese Aslina, která na tomto místě vznikla během roku 1935. Na počátku roku 2004 zde byl soud uzavřen a budova zůstala prázdná. O jejím osudu rada města Derby dosud nerozhodla (2011).
Karel Eduard Stuart (přezdívaný Bonnie Prince Charlie nebo Mladý pretendent) se v sídle ubytoval 4. prosince 1745. Jeho hostitelkou byla ovdovělá matka Samuela Warda, který tu pro Mladého pretendenta začal pracovat jako ochutnávač jídla.
Ráno pátého prosince byla v Exeterském domě svolána Válečná rada. Velitel princova vojska, generál lord George Murray, oznámil, že nedostatek podpory od Francouzů a anglických jakobitů měl úspěch, ale naneštěstí vojsko už nedokáže obsadit Londýn a ústup je nevyhnutelný. Princ Stuart byl rozhodně proti, ale rada ho nakonec přesvědčila, aby zahájili plánovaný ústup do Skotska. Následující ráno princ Exetr House opustil. Před odjezdem dal Wardově matce diamantový prsten, jako poděkování za jejich služby. Rozhodnutí o ústupu znamenalo, že Mladý pretendent nezískal korunu Jiřího II. Armáda se stáhla zpět do Skotska, kde byla roku 1746 definitivně poražena v bitvě u Cullodenu. Princ Stuart pak strávil půl roku na útěku, než se mu podařilo dostat na připravenou loď a odplout do Francie.
Po smrti osmého hraběte v roce 1754 byl dům o tři roky později jeho ovdovělou ženou prodán Johnu Binghamovi, jenž byl toho roku starostou Derby. Bingham žil v domě až do své smrti roku 1773. Za dalších dvacet dva let ho koupil Jedediah Strutt. Ten tu žil jen dva roky než také zemřel. Posledním vlastníkem domu byl právník William Eaton Mousely, dvakrát zvolený starostou Derby, který ho po učinění nějakých změn ve třicátých letech 19. století nakonec roku 1854 zbořil. Věřil totiž, že sídlo je na udržování příliš velké, a také chtěl umožnit vylepšení Exeterského mostu.

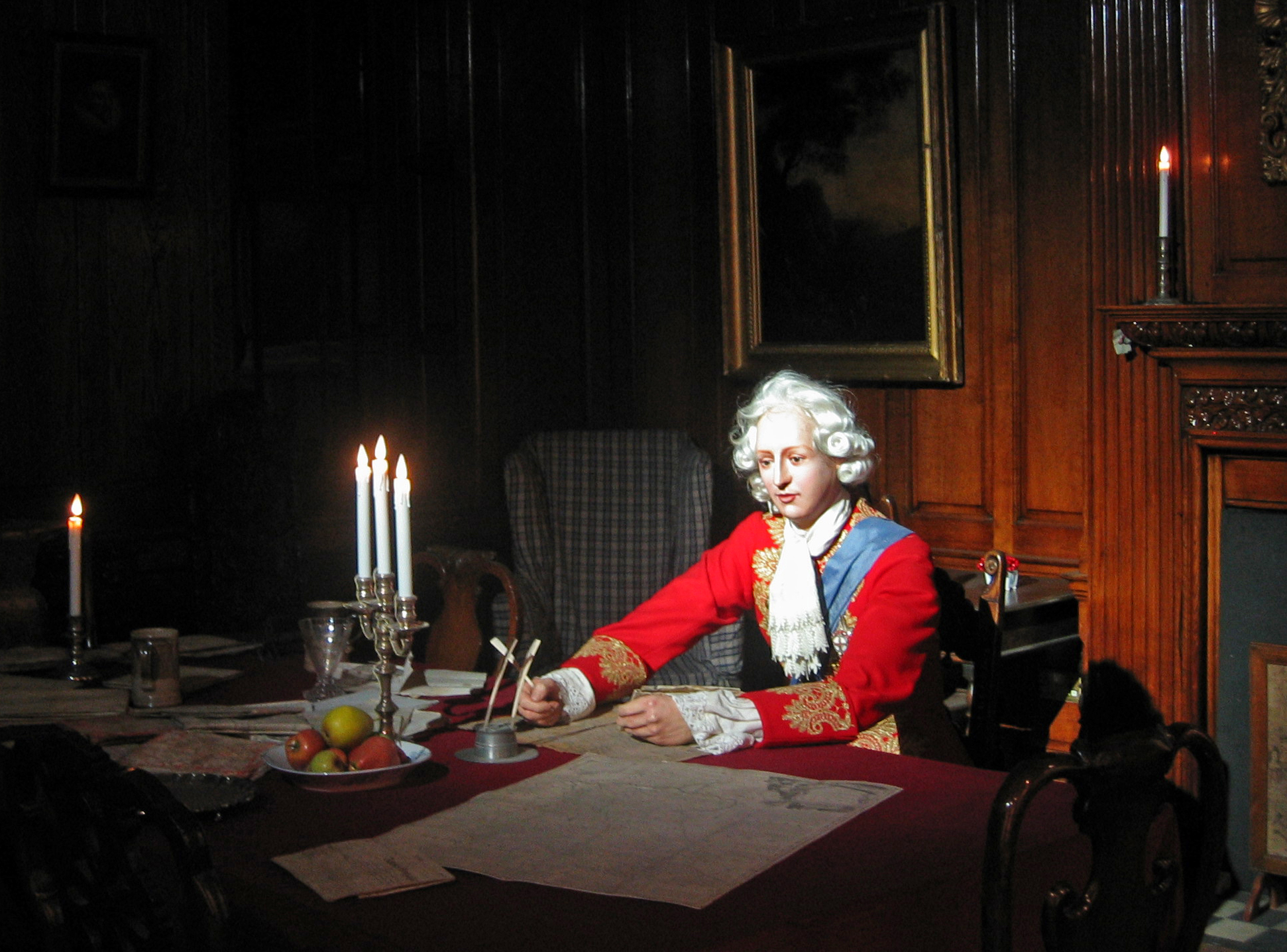
Replika salonu z Exeter House v Derbském muzeu

Když roku 1839 navštívil Exeter House lord Stanhope a viděl salon v prvním patře, kde se konalo poslední zasedání Válečné rady, řekl o něm toto: „... nezměněné, vše obložené starým dubovým dřevem, velmi temné a hezké...“ Do místnosti vedlo tmavé dubové schodiště s vyřezávanými balustrádami. Další návštěvník, paní Thomsonová, popsala dům jako stojící dále od Full Street uvnitř malého obdélného dvoru. Široké schodiště stoupalo z malé haly do salonu, na jehož jedné straně se nacházely malé pokoje, které sloužily princi a jeho důstojníkům jako ložnice. Prostorný salon v přízemí (upravený Mouselym) poskytoval přístup na dlouhou zahradu, obklopenou vysokými zdmi, jež vedly až ke břehu řeky.
Mousely hodlal prodat obložení z domu v jednotlivých částech. Avšak hrabě Michael Thomas Bass mladší, William Bemrose a další lidé jej přesvědčili, aby prodej odvolal. Místo toho bylo obložení salonu umístěno do sklepů Derbských montážních hal. Později bylo přemístěno do Derbského muzea, kde ho, spolu s dalším vybavením místnosti darovaným muzeu, využili pro vytvoření repliky salonu.
| „                                                         | Exeter House, sídlo, které komunikuje s Full Street od svého spojení s dějinami tohoto hrabství v roce 1745. V této době patřilo hraběti z Exeteru a princ Karel Eduard, obvykle označovaný Mladý pretendent, tu měl své bydliště a v pěkném pokoji (nyní používaném jako salon), obloženém starým dubovým dřevem, zasedal své Válečné radě, než se rozhodl vzdát svůj plán. Tento dům byl navíc obydlen předky později proslulého ctěného pana Williama Strutta i jinými rodinami a v současnosti je sídlem ctěného pana Williama Eatona Mousleyho, kterému patří. | “ |
| — Úryvek z knihy Stephena Glovera History of Derby (1843) | |   |